# Osama Esber
Osama Esber (* 1963 in Latakia) ist ein syrischer Lyriker, Übersetzer, Journalist und Verleger.

## Leben
Osama Esber wurde 1963 in Syrien geboren und veröffentlichte bereits während seiner Schulzeit erste Gedichte in literarischen Zeitschriften. Er studierte in Latakia und Damaskus englische Literatur. Esber arbeitet als Schriftsteller, aber auch als freier Übersetzer von literarischen Werken sowie von politischen und philosophischen Fachbüchern. Er arbeitet auch als Journalist für Radio Damaskus, insbesondere als Kunstkritiker. Sein erster Gedichtband "šāšāt al-tarīkh" (Leinwände der Geschichte) erschien 1994. 1995 folgte sein zweiter Gedichtband "mīthāq al-mawğ" (Der Akkord der Wellen). 2003 gründete er seinen eigenen Verlag Tadween Publishing.
2004 war er im Rahmen des Midad-Projekts (vom Goethe-Institut und dem Literaturhäusernetzwerk organisiert) Stadtschreiber in Köln. Der damals in Damaskus lebende Esber war im Austausch für die Kölner Autorin Ulla Lenze, die einen Monat lang in Damaskus lebte und darüber schrieb, vom 7. September 2004 bis 7. Oktober 2004 in Köln und erkundete vom Hotel Crowne Plaza aus die Stadt.

## Zitate
- "Es ist schon mehr als erstaunlich, dass sowohl in Syrien als auch in Deutschland die Römer ihre immer gleichen Spuren hinterlassen haben." (Osama Esber 15. Oktober 2004)